# 中型车

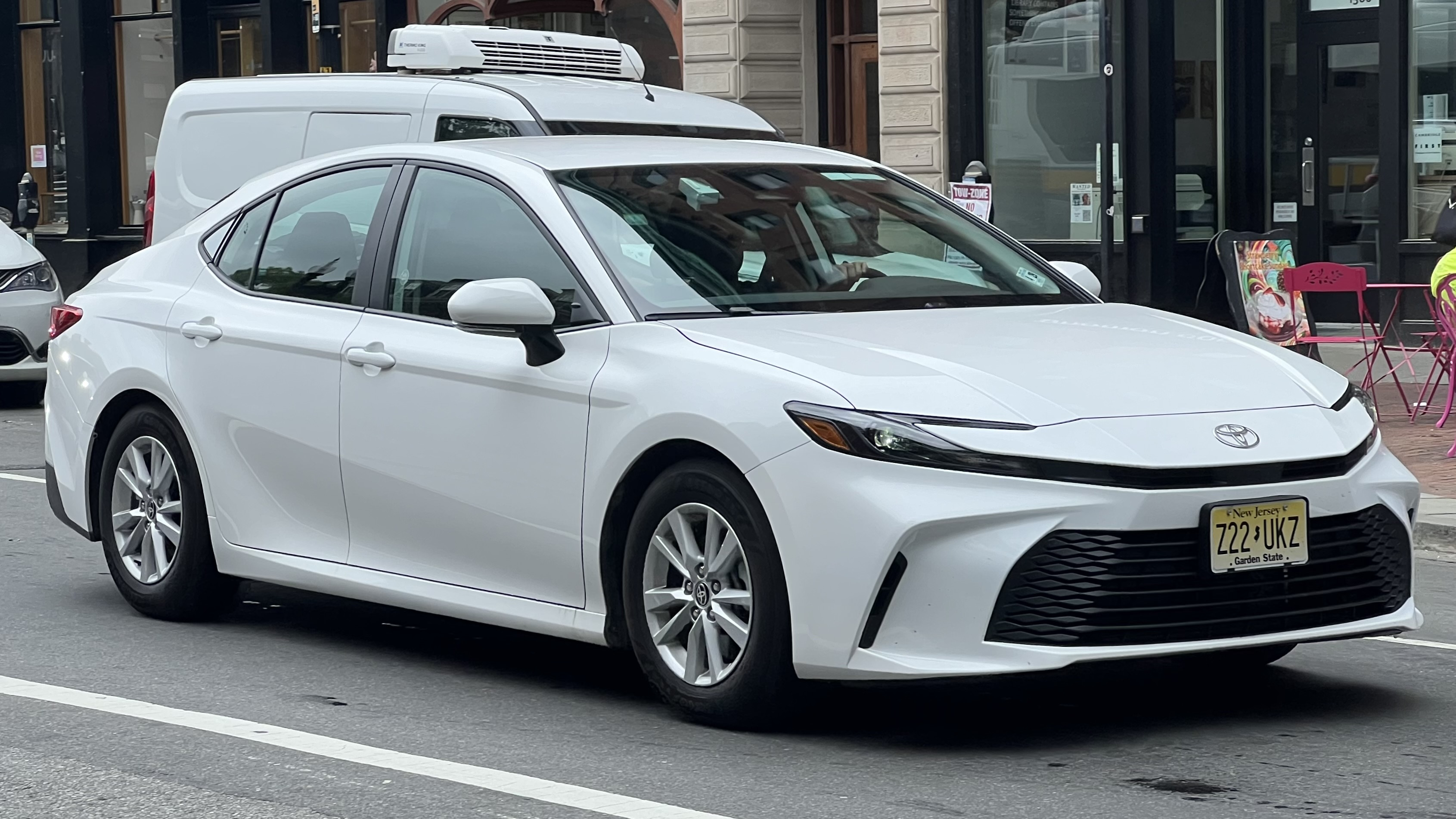
豐田Camry

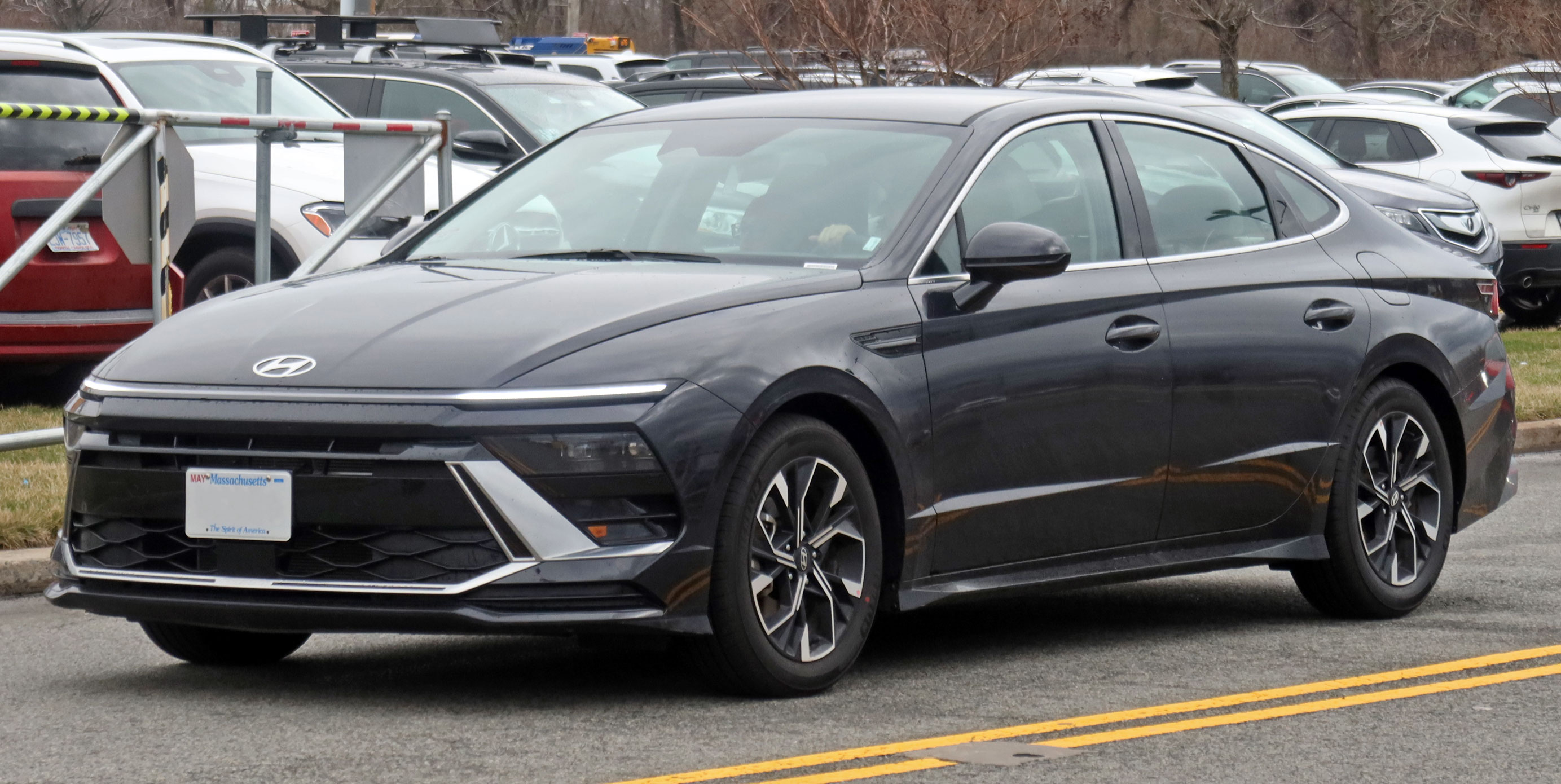
現代Sonata

中型轿车是一种介于中大型轿车与緊凑型轎車之间的车型，在歐洲一般被归类为D-segment級距。

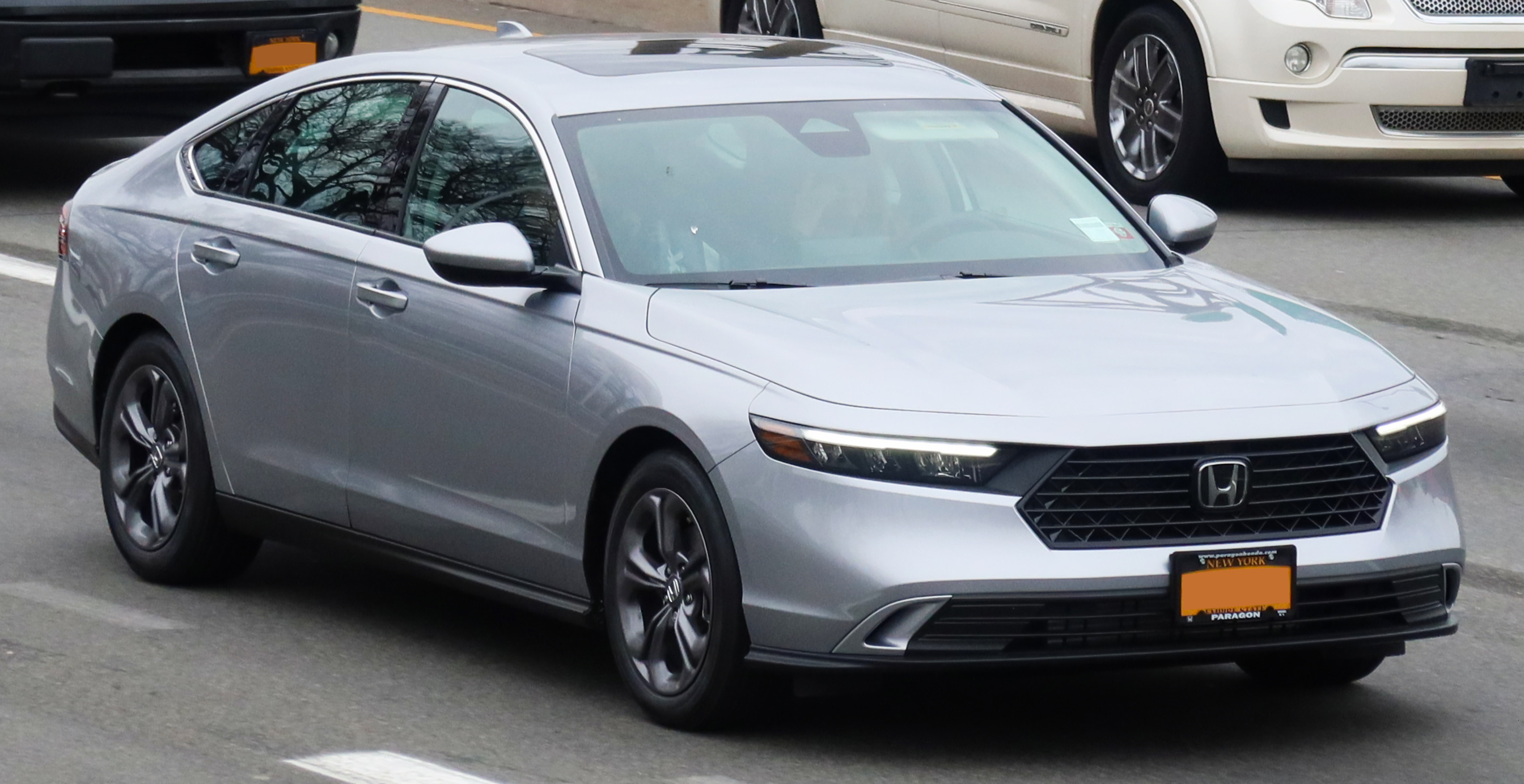
良好的車輛空間，整合一部份高級車的功能便是中型車的基本樣貌，圖為本田的北美十一代本田Accord

中型车的主流排气量通常在1.8至3.0升之间。在欧系车中，一些中型车已经开始推出小排量涡轮增压发动机，例如大众帕萨特（VW Passat）的1.4TSI等。运动型中型轿车的代表车型包括奧迪A4、BMW 3系列、凌志IS、賓士C和沃尔沃S90等。以舒适性为主打的中型轿车的典型代表则包括凌志ES、大众ID.7、本田雅阁（Honda Accord）和别克君越（Buick LaCrosse）等。